# Félix Frank
Félix Arthur Hermann Handlerecht Frank dit Félix Frank, né à Paris 12e le 12 juin 1837 et mort à Paris 6e le 4 avril 1899, est un homme de lettres français. 

## Biographie
Fils du peintre d'histoire naturelle d'origine allemande Jean Christian Frank et de la romancière Elisa Frank, il est le frère du journaliste et écrivain Edmond Frank (1846-1911) et le neveu de l'auteur dramatique Jules de Prémaray (1819-1868).
Elève au lycée de Rouen où son père était à l'époque dessinateur d'anatomie à l'Ecole de médecine, il entre en 1860 comme expéditionnaire à la Préfecture de la Seine où il deviendra directeur du Personnel avant d'être détaché auprès du Receveur général des Finances de Paris comme contrôleur central de la Caisse municipale. À la fois poète, critique littéraire, traducteur, éditeur, journaliste et professeur de littérature, il a collaboré à de nombreuses revues littéraires et pédagogiques. Il est connu également pour son travail d'édition sur les écrivains de la Renaissance.
En 1881, il reçoit le prix Archon-Despérouses.

## Publications
- Le génie de la Bretagne (1866)
- Contes allemands du temps passé extraits des recueils des frères Grimm et de Simrock, Bechstein, Franz Hoffmann, Tieck, etc., traduits par Félix Frank et E. Alsleben (1869)
- Théâtre choisi de Lessing et de Kotzebue, traduction de Prosper Brugière de Barante et Félix Frank (1870)
- Exercices de composition littéraire. Extraits choisis, avec notes explicatives à l'usage des écoles professionnelles, industrielles et commerciales (1870)
- Chants de colère. L'Empire, l'Invasion, les Épaves (1871)
- Les Marguerites de la Marguerite des princesses texte de l'édition de 1547, publié avec introduction, notes et glossaire par Félix Frank (1873)
- Bonaventure Des Périers. Le Cymbalum Mundi, texte de l'édition princeps de 1537 avec notice, commentaire et index par Félix Frank (1873)
- Le Poème de la jeunesse. 1865-1875. I. Heures fleuries. II. Soleils couchés. III. Forces vives (1876)
- Les Comptes du monde adventureux, attribué à Antoine de Saint-Denis, notice, notes et index par Félix Frank (2 volumes, 1878)
- L'Heptaméron de la reine Marguerite de Navarre, avec une introduction, un index et des notes, par Félix Frank (3 volumes, 1879)
- La Chanson d'amour, poésies (1885)
- La Danse des fous, contes bleus, noirs, rouges (1885)
- Modèles de compositions littéraires, textes originaux choisis pour l'enseignement spécial, quatrième et cinquième années (1885)
- Gustave Flaubert d'après des documents intimes et inédits (1887)
- Lexique de la langue de Bonaventure des Périers, avec Adolphe Chenevière (1888)
- Dernier voyage de la reine de Navarre Marguerite d'Angoulême, sœur de François Ier, avec sa fille Jeanne d'Albret aux bains de Cauterets (1549). Épîtres en vers, inconnues des historiens de ces princesses et des éditeurs de leurs œuvres. Étude critique et historique, suivi d'un Appendice sur le vieux Cauterets, ses thermes et leurs transformations (1897).

## Distinctions
- Chevalier de la Légion d'Honneur au titre du Ministère de l'Intérieur (décret du 29 juillet 1896)[5]. Parrain : Léon Bernard-Derosne, avocat, journaliste et critique littéraire (1839-1910)
- Officier de l'Instruction publique.